# Mantiongo
Mantiongo est une commune rurale située dans le département de Pô de la province du Nahouri dans la région du Centre-Sud au Burkina Faso.

## Géographie
Mantiongo est situé à 15 km au Nord-Est de Pô et à 5 km au Nord du lieu-dit de Kampala.

## Santé et éducation
Le centre de soins le plus proche de Mantiongo est le centre de santé et de promotion sociale (CSPS) de Kampala (rattaché à Fanian) tandis que le centre médical (CMA) le plus proche se trouve à Pô.